# Reichsjugendführer
Reichsjugendführer ("Líder Nacional de la Juventud") fue el rango militar más alto de las Juventudes Hitlerianas. En 1931, Hitler nombró a Baldur von Schirach como el primer líder juvenil del Reich. En 1933, todas las organizaciones juveniles quedaron bajo el control de Schirach. Artur Axmann sucedió a Schirach como líder nacional de la Juventud de Hitler el 8 de agosto de 1940.

## Lista
| N.º |  | Reichsjugendführer              | Tomó posesión         | Dejó el cargo     | Tiempo en el cargo |
| --- |  | ------------------------------- | --------------------- | ----------------- | ------------------ |
| 1   |  | Baldur von Schirach (1907–1974) | 30 de octubre de 1931 | 1 de mayo de 1940 | 8 años y 184 días  |
| 2   |  | Artur Axmann (1913–1996)        | 8 de agosto de 1940   | 8 de mayo de 1945 | 5 años y 7 días    |

## Posguerra
Con la rendición de la Alemania nazi, las Juventudes Hitlerianas (Hitlerjugend) fueron disueltas por las autoridades aliadas como parte del proceso de desnazificación. Tanto Schirach como Axmann fueron condenados como criminales de guerra por las principales potencias aliadas después del final de la Segunda Guerra Mundial en Europa, en particular por el papel que ambos desempeñaron en corromper las mentes de los niños. Schirach fue condenado a 20 años de prisión. Axmann solo recibió una sentencia de 39 meses de prisión en mayo de 1949. Más tarde, en 1958, un tribunal de Berlín Oeste multó a Axman con 35.000 marcos (aproximadamente £3.000, o $8.300 USD), aproximadamente la mitad del valor de su propiedad en Berlín. El tribunal lo declaró culpable de adoctrinar a la juventud alemana con el nacionalsocialismo hasta el final de la guerra.